# Johan Peter Emilius Hartmann
Johan Peter Emilius Hartmann (Copenhaguen, Dinamarca, 14 de maig de 1805 - 10 de març de 1900) fou un compositor i organista danès.
Fou el primer representant en el seu país de la direcció romàntica i colorista, iniciada en la seva òpera Die goldener Horner, A més d'aquesta i d'altres òperes, va compondre els balls Valkyrien, Thrymskviden, diversa música d'escena, obertures, simfonies, cors, obres per a orgue, lieder (alguns bellíssims), una sonata per a violí i una altra per a piano, i la interessant col·lecció de peces pianístiques Novelletten, i d'altres moltes produccions que li'n donaren una merescuda fama. Com a professor de teoria musical tingué entres d'altres alumnes els seus conciutadans Niels Ravnkilde, Johanne Stockmarr iSiegfried Saloman.
Alguna de les seves obres tenen una semblança amb la música de Mendelssohn,
La seva filla es casà amb el també compositor Niels Gade (1817-1890), i el seu fill Emil Hartmann (1836-1898), també fou compositor.